# Kanał Bachorze
Kanał Bachorze (Kanał Piastowski) – kanał wodny o długości 46,4 km na Kujawach, łączący Noteć w Kruszwicy ze Zgłowiaczką w Brześciu Kujawskim. Z uwagi na to, że kanał przecina wododział Odry i Wisły, jego wody w części zachodniej i wschodniej płyną w dwóch przeciwnych kierunkach.
Jedno ramię uchodzi do jeziora Gopło i jest jednym z największych jego dopływów, drugie natomiast uchodzi do Zgłowiączki, będącej dopływem Wisły.
Ciek ten wykorzystuje pradolinę, którą wody pra-Wisły odpływały ku zachodowi w fazie poprzedzającej powstanie pradoliny Noteci. Później, przez długi czas dolina Bachorzy stanowiła ramię pomocnicze Wisły. Do XV wieku ciek ten stanowił drogę żeglowną, a obecnie jest kanałem melioracyjnym. 
Jego średni przepływ przy ujściu do Zgłowiączki wynosi zaledwie 0,15 m³/s. Lustro wody zalega na rzędnej 81,6-82,6 m n.p.m. Do Bachorzy uchodzi szereg cieków (bez nazw) płynących z północy i północnego zachodu. Cieki te charakteryzują się niewielkimi przepływami, a w czasie suchych lat wysychają. 
Powierzchnia zlewni równa jest 291,6 km², w tym:
- w zlewni rzeki Zgłowiączki 107,4 km²,
- w zlewni rzeki Noteci 184,2 km²

Zlewnia Kanału Bachorze jest intensywnie użytkowana rolniczo, stąd głównym źródłem zanieczyszczeń są spływy obszarowe, a ich konsekwencją wysokie stężenie związków azotowych.
Kanał Bachorze jest elementem szlaku kajakowego Pętla Kujawska.

## Historia[4]
Najstarsza wzmianka o drodze wodnej przez Bachorze pochodzi z 1297 r. Za czasów króla Przemysła II u ujścia Zgłowiączki do Wisły powstała wtedy osada służebna Korabniki, której nazwa wzięła się od płaskodennych statków, mogących pokonać płytki kanał przecinający Bachorze. Rejon Bachorza był w czasie wiosennego przyboru wód całkowicie zalany i można było przeprawić się tędy łodzią.
Było to miejsce dogodne do połączenia dorzeczy Wisły i Odry w jeden system, gdyż odległość do pokonania (od jeziora Gopło do Wisły) wynosiła ok. 40 km, a teren był płaski i podmokły. W związku z tym ówcześni władcy nakazali podjęcie prac nad pogłębieniem koryta płynących tu niewielkich rzek i połączeniem ich w system umożliwiający żeglugę przez cały rok. Prace były żmudne i często przerywane, bowiem były to niespokojne czasy rozbicia dzielnicowego.
Obecna forma kanału powstała podczas prac melioracyjnych, przeprowadzonych w połowie XIX wieku.
Pierwsze prace melioracyjne podjęto w 1836, a zasadniczą część prac wykonano w lipcu-sierpniu 1855 (Kolberg podaje datę 1858).